# Beskydningen af Yeonpyeong i 2010
Beskydningen af Yeonpyeong i 2010 var en militær konflikt mellem Nord- og Sydkorea der indtraf den 23. november 2010.
Konflikten begyndte om morgenen da Nordkorea advarede Sydkorea mod at afholde en militær øvelse i havområdet ved den omstridte søgrænse mellem landene. Sydkorea afholdt en øvelse, men efter eget udsagn uden at skyde ind i det omstridte område. I Nordkorea omfattede man det som beskydning af deres territorium og svarede igen ved at skyde mod øen Yeonpyeong, der har en stor militærbase, men også har en civil befolkning af fortrinsvis krabbefiskere. Sydkorea svarede igen ved at beskyde en militærbase i Nordkorea. Konflikten sluttede med at den øverstkommanderende for de amerikanske styrker i Sydkorea, Walter L. Sharp, talte med den øverstkommanderende fra Nordkorea og aftalte at indstille beskydningen af hinanden. Det officielle nordkoreanske nyhedsbureau KCNA oplyste, at Nordkorea kun affyrede granaterne efter at Sydkorea "hæmningsløst havde skudt ind på vores havterritorium."
Der var i 1999 og 2002 også militære konfrontationer mellem nord og syd i området ved Yeonpyeong. En årsag til konflikterne er, at grænsen i vandet mellem nord og syd blev dikteret af FN den 30. august 1953 men aldrig anerkendt af Nordkorea. Konflikten i 2010 kan ifølge eksperter skyldes, at Nordkorea ønsker at tvinge USA til at hjælpe med til at forhandle en afslutning af Koreakrigen, hvilket USA ikke ønsker[kilde mangler], da man ikke anser Nordkoreas ledelse for pålidelig. Årsagen til, at Nordkorea ønskede Koreakrigen afsluttet hurtigt var,[kilde mangler] at Nordkoreas daværende leder, Kim Jong-il, var svækket, og ledelsen af landet snart skulle overgå til hans søn Kim Jong-un, det skete i 2011.